# ライオネル・タプスコット
ライオネル・タプスコット（Lionel Tapscott、1894年3月18日-1934年7月7日）は南アフリカの男子クリケット選手、テニス選手。北ケープ州キンバリー出身。兄のジョージ・タプスコットもクリケット選手。
1923年に南アフリカ代表として2試合テストクリケットに出場している。テニス選手としては1912年のストックホルムオリンピックに出場し、シングルスで4回戦まで進出しているがそこでボヘミアのラディスラフ・ツェムラに敗れた。